# بطولة كرة القدم الألمانية 1923
بطولة كرة القدم الألمانية 1923 هو الموسم 16 من بطولة كرة القدم الألمانية ‏. أقيم خلال الفترة 6 مايو 1923 وحتى 10 يونيو 1923، وأشرف على تنظيمه اتحاد ألمانيا لكرة القدم، وكان عدد الأندية المشاركة فيه 7، وفاز فيه نادي هامبورغ.